# Carolyn Smith
Carolyn Smith (Glasgow, 16 novembre 1960) è una ballerina, coreografa e personaggio televisivo britannica naturalizzata italiana, conosciuta come presidente di giuria nel talent show di Rai 1 Ballando con le stelle, a cui partecipa in qualità di giudice dal 2007.

## Biografia
È nata da Don McKillop Smith, che a Londra lavorò come autista per una importante catena di negozi e gioiellerie, e Moyra Coulter Kennedy (?-2008), fino al 2002 impiegata a Clarence House.
La sua carriera di ballerina comincia all'età di 5 anni con la danza classica. Contemporaneamente pratica atletica leggera e ginnastica artistica nella nazionale scozzese. Esperta di danza sportiva, diviene specialista in balli latino americani. A soli 15 anni, infatti, arrivano i primi successi: è finalista ai campionati europei, dove ottiene il settimo posto; prende parte a diverse altre competizioni, tra cui i campionati del mondo, il Blackpool Dance Festival e il Grand Slam. In Italia, dove si è trasferita nel 1982, in seguito al primo matrimonio con un collega torinese (si è poi stabilita in provincia di Padova), Carolyn Smith si è dedicata all'insegnamento del ballo. La sua scuola di danza, la Carolyn Smith Dance Academy, ha sedi anche in Russia, in Ucraina, in Polonia e in Gran Bretagna. È inoltre giudice internazionale per le danze latino americane.
Dal 2007 riveste il ruolo di presidente di giuria del talent-show del sabato sera di Rai 1 Ballando con le stelle. Nel 2016 fu presa in considerazione per sostituire Len Goodman in veste di giurata per Strictly Come Dancing, il format originale britannico dal quale è tratto Ballando con le stelle. Nel novembre 2015 ha dichiarato di avere un tumore maligno al seno. Dopo una fase di remissione, ha rivelato pubblicamente di essere in cura per una recidiva. In seguito a questi eventi personali, la Smith è divenuta testimonial dell'AIRC e si è impegnata pubblicamente in campagne di sensibilizzazione sul tema, rivolgendosi alle donne malate, raccontando il suo caso e invitandole a non mollare. Nel 2017 ha pubblicato con HarperCollins il libro Ho ballato con uno sconosciuto (così chiama il cancro al seno).

## Televisione
- Ballando con le stelle (Rai 1, dal 2007) Presidente di giuria
- Ballando con te (Rai 1, 2012) Presidente di giuria
- Ballando on the Road (Rai 1, dal 2017) Giurata
- Sognando... Ballando con le stelle - Il casting (Rai 1, 2025) Presidente di giuria
- Sognando... Ballando con le stelle (Rai 1, 2025) Presidente di giuria
- L'acchiappatalenti (Rai 1, 2024) Concorrente

## Opere
- Ho ballato con uno sconosciuto, Milano, HarperCollins, 2017 ISBN 978-88-5897-177-2